# Camporredondo (kommunhuvudort)
Camporredondo är en kommunhuvudort i Spanien.   Den ligger i provinsen Provincia de Valladolid och regionen Kastilien och Leon, i den centrala delen av landet, 130 km nordväst om huvudstaden Madrid. Camporredondo ligger 802 meter över havet och antalet invånare är 200.
Terrängen runt Camporredondo är huvudsakligen platt, men söderut är den kuperad. Runt Camporredondo är det glesbefolkat, med 15 invånare per kvadratkilometer. Närmaste större samhälle är Cuéllar, 17,7 km sydost om Camporredondo. Trakten runt Camporredondo består till största delen av jordbruksmark.